# إيان ماكنيس
ايان ماكنيس (بالإنجليزية: Ian McNeice)‏ مواليد 2 أكتوبر 1950 في هامبشير، إنجلترا، هو ممثل إنجليزي.

## الأعمال
- ايس فنتورا: عندما تنادي الطبيعة
- من الجحيم
- بريجيت جونز: على حافة المنطق
- حول العالم في 80 يوما
- دكتور مارتن
- روما
- فالكيري
- دكتور هو

## وصلات خارجية
- إيان ماكنيس على موقع IMDb (الإنجليزية)
- إيان ماكنيس على موقع ألو سيني (الفرنسية)
- إيان ماكنيس على موقع ميوزك برينز (الإنجليزية)
- إيان ماكنيس على موقع أول موفي (الإنجليزية)
- إيان ماكنيس على موقع قاعدة بيانات برودواي على الإنترنت (الإنجليزية)
- إيان ماكنيس على موقع قاعدة بيانات الأفلام السويدية (السويدية)
- إيان ماكنيس على موقع إن إن دي بي (الإنجليزية)
- إيان ماكنيس على موقع قاعدة بيانات الفيلم (الإنجليزية)
- إيان ماكنيس على موقع كينوبويسك (الروسية)